# Argonaute
Argonaute — белки, которые являются каталитическими компонентами RISC (RNA-induced silencing complex) — белкового комплекса, обеспечивающего сайленсинг генов по механизму РНК-интерференции (RNAi).
Белки Argonaute связывают малые интерферирующие РНК (siRNA) и имеют эндонуклеазную активность по отношению к мРНК, комплементарным связанному фрагменту siRNA.
Молекулярные механизмы связывания РНК белками Argonaute установлены при помощи рентгеноструктурной кристаллографии РНК-связывающего домена. Фосфорилированный 5'-конец цепи РНК попадает в консервативный основный карман и образует контакты через двухвалентные катионы (например, Mg++) и путём ароматического стэкинга между 5'-нуклеотидом в siRNA и консервативным остатком тирозина. Этот сайт, по-видимому, образует «сайт нуклеации» для связывания siRNA с её мишенью мРНК.
У эукариот белки Argonaute идентифицированы в высоких концентрациях в районах цитоплазмы клеток, известных как цитоплазматические тельца, в которых разрушаются мРНК.
Белки Argonaute также участвуют в образовании и регуляции активности микроРНК.
1. Ago2 разрезает пре-микроРНК и образует дополнительный предшественник (ac-pre-miRNA);[4]
2. Ago2 также входит в RISC и опосредует связывание микроРНК с 3'НТР, соответствующей мРНК и ингибирует трансляцию (в некоторых случаях - вызывает деаденилирование и деградацию мРНК). Ago2 взаимодействует с TRBP и Dicer (который процессирует пре-миРНК в миРНК) и образует вместе с ними тройной комплекс, который также связывает миРНК, на базе которого происходит дальнейшая сборка RISC путём присоединения других белков.[5]

Семейство белков Argonaute представлено среди эукариот, некоторых архей и даже бактерий, например, Aquifex aeolicus. По данным сравнительной геномики, семейство Argonaute, по-видимому, произошло от факторов инициации трансляции.

## Роль в восприимчивости к вирусной инфекции
Мыши с дефицитом Argonaute 4 (AGO4), инфицированные вирусом гриппа, имеют значительно более высокие вирусные титры in vivo  по сравнению обычными мышами, а также в отличие от мышей с дефицитом AGO1 или AGO3. Таким образом, специфическая активация функции AGO4 в клетках млекопитающих может быть эффективной противовирусной стратегией. 